# Mesembryanthemum englishiae
Mesembryanthemum englishiae är en isörtsväxtart som beskrevs av L. Bol. Mesembryanthemum englishiae ingår i Isörtssläktet som ingår i familjen isörtsväxter. Inga underarter finns listade i Catalogue of Life.